# میتسوهیسا تاگوچی
میتسوهیسا تاگوچی (به انگلیسی: Mitsuhisa Taguchi) (زاده ۱۴ فوریه ۱۹۵۵ – درگذشته ۱۲ نوامبر ۲۰۱۹) بازیکن فوتبال اهل ژاپن و عضو تیم ملی فوتبال ژاپن بود که در تاریخ ۸ سپتامبر ۱۹۷۵ میلادی اولین بازی ملی‌اش را انجام داد. او در ۵۹ بازی ملی حضور داشت و آخرین بازی ملی خود را در تاریخ ۲۱ آوریل ۱۹۸۴ میلادی انجام داد. میتسوهیسا تاگوچی در بازی‌های ملی‌اش
گلی به ثمر نرساند.